# Rzemieńszczyzna
Rzemieńszczyzna – osada wsi Kamieńczyk w Polsce, położona w województwie mazowieckim, w powiecie wyszkowskim, w gminie Wyszków.
Leży po wschodniej stronie Liwca.
W latach 1975–1998 miejscowość administracyjnie należała do województwa ostrołęckiego.